# 2-й смешанный авиационный корпус
2-й сме́шанный авиацио́нный Сталингра́дский ко́рпус (2-й сак) — объединение Военно-Воздушных сил (ВВС) Вооруженных Сил РККА, принимавшее участие в боевых действиях Великой Отечественной войны. Корпус формировался дважды: в 1942—1943 и в 1946 годах.

## Наименования корпуса
- 2-й смешанный авиационный корпус;
- 2-й смешанный авиационный Сталинградский корпус;
- 10-й истребительный авиационный Сталинградский корпус;
- 10-й истребительный авиационный Сталинградский ордена Богдана Хмельницкого корпус;
- 52-й истребительный авиационный Сталинградский ордена Богдана Хмельницкого корпус;
- 52-й истребительный авиационный Сталинградский ордена Богдана Хмельницкого корпус ПВО.

## Боевой путь
2-й смешанный авиационный корпус сформирован 01 ноября 1942 года Приказом НКО СССР. Вошёл в состав действующей армии: с 1 ноября 1942 года по 21 июля 1943 года, всего 263 дня
В конце октября — начале ноября 1942 года части и подразделения сформированного корпуса из резерва Ставки Верховного Главнокомандования начали прибывать на аэродромы 8-й Воздушной армии.
1 ноября прибыло управление 214-й штурмовой авиационной дивизии (командир полковник С. У. Рубанов), а затем 201-й и 235-й истребительных авиационных дивизий (командиры полковник А. П. Жуков и подполковник И. Д. Подгорный, соответственно). До 7 ноября в состав армии влилось вновь сформированное управление 2-го смешанного авиационного корпуса. Большинство летного состава соединения не имело фронтового опыта, в связи с чем с экипажами были организованы занятия по боевому применению на основе накопленного опыта.
17 ноября подготовка корпуса закончилась и он в составе двух истребительных и одной штурмовой авиационных дивизий перебазировался на оперативные аэродромы.
В период с 24 по 30 ноября 1942 г. летчики корпуса совершили 1975 боевых вылетов. Дивизии корпуса успешно вели борьбу с немецкими транспортными самолётами, выделенными для полетов в район окруженной армии Паулюса. Только за две недели декабря 1942 г. летчики корпуса уничтожили и повредили в воздушных боях и на аэродромах 195 вражеских самолётов, из которых 37 были сбиты истребителями и штурмовиками, вылетавшими на «Свободную охоту».
Дивизии корпуса за период с 19.11.1942 по 02.02.1943 г. произвели
| Боевых вылетов | Провели воздушных групповых боев | Сбили самолётов | Уничтожили автомашин | Уничтожили танков | Уничтожили самолётов на земле |
| -------------- | -------------------------------- | --------------- | -------------------- | ----------------- | ----------------------------- |
| 8 114          | 537                              | 353             | 1 923                | 448               | 204                           |

18 марта 1943 года корпусу за отличие в Сталинградской битве присвоено почётное наименование Сталинградского.
В апреле 1943 года противник перебросил значительную часть авиации на Кубань, где развернулись воздушные сражения, советское командование решило усилить авиацию Северо-Кавказского фронта. 17.4.1943 г. корпус выводится из состава 8-й Воздушной армии и, в составе 201-й истребительной и 214-й штурмовой авиадивизий входит в состав 5-й Воздушной армии.
С 17 по 24 апреля части корпуса в районе Мысхако бомбардировочными и штурмовыми ударами содействуют контрнаступлению 18-й армии, прикрывают её войска на поле боя. Кроме того, им ставилась задача ночными бомбардировочными ударами уничтожать авиацию противника на аэродромах Таманского и Керченского полуостровов, плавсредства в портах на побережье Чёрного моря, патрулированием прикрыть город Краснодар и аэродромы базирования своей авиации, вести разведку войск противника и его аэродромов перед Северо-Кавказским фронтом.

2-й смешанный авиакорпус РВГК в составе 201-й истребительной и 214-й штурмовой авиационных дивизий совместно с остальными соединениями 4-й воздушной армии нанес ряд метких штурмовых и бомбовых ударов по боевым порядкам войск противника в районе Мысхако, в результате которых полностью была сорвана генеральная атака противника на участке десантной группы 18-й армии. Все атаки противника нашими десантными частями, воодушевленными примером боевых товарищей с воздуха, в этот день были отбиты. Противник потерял 1700 человек убитыми и ранеными. Было сбито 38 самолётов противника.— Командующий 4-й воздушной армией генерал-лейтенант авиации К. А. Вершинин. Начальник штаба 4-й Воздушной армии генерал-майор авиации А.3.Устинов
Корпус принимал участие в операциях и битвах:
- Сталинградская операция с 19 ноября 1942 года по 2 февраля 1943 года.
- Ростовская операция (1943) с 1 января 1943 года по 18 февраля 1943 года.
- Ворошиловградская операция (1943) с 29 января 1943 года по 18 февраля 1943 года.
- Воздушное сражение на Кубани с 17 апреля 1943 года по 7 июня 1943 года.
- Курская битва с 5 июля 1943 года по 13 июля 1943 года.

21 июля 1943 года 2-й смешанный авиационный Сталинградский корпус преобразован в 10-й Сталинградский истребительный авиационный корпус

## Командование корпуса

### Командир

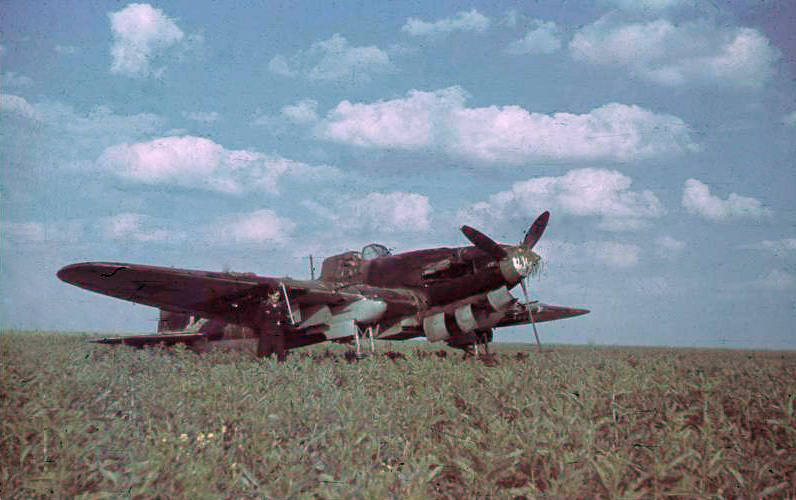
Самолёт корпуса Ил-2

- Герой Советского Союза, генерал-майор авиации Ерёменко Иван Трофимович[2] — с 1 ноября 1942 года по 21 июля 1943 года

### Военный комиссар, замполит
- Старший батальонный комиссар П. Н. Жемчугов (01.11.1942 — 21.07.1943)

### Начальник штаба
- подполковник В. В. Бережной (01.11.1942 — 21.07.1943)

## В составе объединений
| Объединение                                 | Период                  |
| ------------------------------------------- | ----------------------- |
| Резерв Верховного Главного Командования     | 01.11.1942 — 01.12.1942 |
| 8-я воздушная армия Южный фронт             | 01.12.1942 — 17.04.1943 |
| 5-я воздушная армия Северо-Кавказский фронт | 17.04.1943 — 24.04.1943 |
| 4-я воздушная армия Северо-Кавказский фронт | 24.04.1943 — 01.07.1943 |
| 5-я воздушная армия Степной фронт           | 01.07.1943 — 18.07.1943 |
| 5-я воздушная армия Воронежского фронта     | 18.07.1943 — 21.07.1943 |

## Соединения, части и отдельные подразделения корпуса
- 206-я штурмовая авиационная дивизия (до 21.07.1943 г.)
  - 503-й штурмовой авиационный полк
  - 686-й штурмовой авиационный полк
  - 806-й штурмовой авиационный полк (с 05.07.1943 г.)
  - 807-й штурмовой авиационный полк
  - 811-й штурмовой авиационный полк
  - 945-й штурмовой авиационный полк
- 214-я штурмовая авиационная дивизия (с 01 ноября 1942 года по 21 июля 1943 года)
  - 502-й штурмовой авиационный полк
  - 606-й штурмовой авиационный полк
  - 618-й штурмовой авиационный полк
  - 622-й штурмовой авиационный полк
- 201-я истребительная авиационная Сталинградская дивизия
  - 13-й истребительный авиационный Сталинградский полк
  - 236-й истребительный авиационный полк
  - 437-й истребительный авиационный полк
- 235-я истребительная авиационная Сталинградская дивизия
  - 3-й гвардейский истребительный авиационный Ростов-Донский полк
  - 181-й истребительный авиационный Сталинградский полк
  - 239-й истребительный авиационный Сталинградский полк
- 400-я отдельная авиационная эскадрилья связи
- 268-я отдельная рота связи
- 2395-я военно-почтовая станция

## Почётные наименования
- 2-му смешанному авиационному корпусу присвоено почётное наименование «Сталинградский»[3];
- 201-й истребительной авиационной дивизии присвоено почётное наименование «Сталинградская»[3];
- 235-й истребительной авиационной дивизии присвоено почётное наименование «Сталинградская»[3];
- 13-му истребительному авиационному полку присвоено почётное наименование «Сталинградский»[3];
- 180-му истребительному авиационному полку присвоено почётное наименование «Сталинградский»[3];
- 239-му истребительному авиационному полку присвоено почётное наименование «Сталинградский»[3].